# Олоновка
Олоновка — село в Новоузенском районе Саратовской области, административный центр сельского поселения Олоновское муниципальное образование. Первоначально известно как деревня Олонецкая.

## География
Расположено в северной части района на берегу реки Чертанла (правый приток реки Большой Узень), в 37 км от районного центра, города Новоузенск.
В селе имеется школа, дом культуры, отделение связи.

## История
Казённая деревня Олонецкая (на реке Чертанла) упоминается в Списке населённых мест Самарской губернии по сведениям за 1889 год. Деревня относилась к Орлово-Гайской волости Новоузенского уезда Самарской губернии. Впоследствии передана в состав Николаевской волости.
Согласно Списку населённых мест Самарской губернии 1910 года в деревне Олонецкой Николаевской волости проживало 261 мужчина и 280 женщин, деревню населяли бывшие государственные крестьяне, преимущественно русские и малороссы, православные, в деревне имелись церковно-приходская школа и ветряная мельница.
В 1919 году в составе Новоузенского уезда село включено в состав Саратовской губернии.

## Население
Динамика численности населения по годам:
| Годы      | 1889 | 1910 |
| --------- | ---- | ---- |
| Население | 398  | 541  |

| 2002 | 2010 |
| ---- | ---- |
| 513  | ↘449 |

Национальный состав
Согласно результатам переписи 2002 года большинство населения составляли русские (63 %).